# Ty Conklin

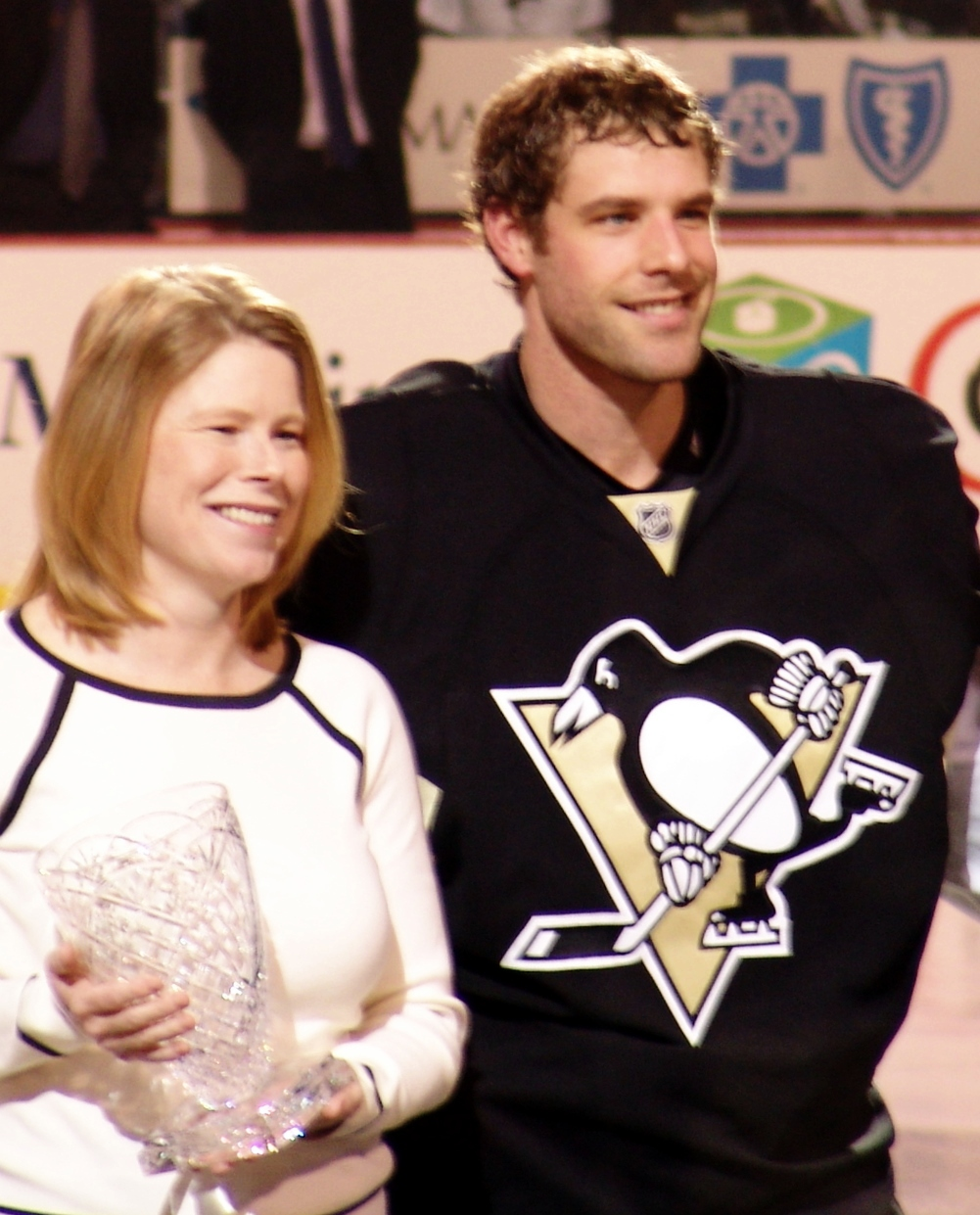
Conklin före en match med Pittsburgh Penguins 2 april 2008.

Ty Curtis Conklin, född 30 mars 1976 i Phoenix, Arizona, är en amerikansk före detta ishockeymålvakt som har spelat för NHL-lagen Edmonton Oilers, Pittsburgh Penguins, Columbus Blue Jackets, Buffalo Sabres, St. Louis Blues och Detroit Red Wings.